# Барбоза Родригис, Жуан
Жуа́н Барбо́за Родри́гис (порт. João Barbosa Rodrigues, 22 июня 1842 — 6 марта 1909) — бразильский ботаник. 

## Биография
Жуан Барбоза Родригис родился в Рио-де-Жанейро 22 июня 1842 года.
В 1890 году он стал директором ботанического сада Рио-де-Жанейро. Эту должность Родригис занимал до самой смерти. Он занимался систематикой культивируемых видов растений, а также значительно увеличил коллекции живых растений. Барбоза Родригес внёс значительный вклад в ботанику, описав множество видов растений.
Жуан Барбоза Родригис умер в Сан-Гонсалу-ду-Сапукаи 6 марта 1909 года.

## Научная деятельность
Жуан Барбоза Родригис специализировался на папоротниковидных и на семенных растениях.

## Научные работы
- A Lingua Geral do Amazonas e o Guarany: observações sobre o alphabeto indigena. Rodrigues, 1888[2].
- Pacificação dos Crichanás. Rodrigues, 1885[2].
- Poranduba Amazonense. Rodrigues, 1890[2].
- Vocabulario indigena comparado. Rodrigues, 1892[2].